# 赵望云
赵望云（1906年9月30日—1977年3月29日），原名赵新国，男，河北束鹿（今河北省辛集市）人，中国现代国画家。提出“一手伸向传统，一手伸向生活”，是“长安画派”的奠基人和创始人。

## 生平
1925年至北京，先後在私立京华美专和国立北京艺专选科学习。之後擔任《大公报》的特约旅行写生记者，前往河北农村等地采访写生。在1940年代開始成為职业画家。
中华人民共和国建立後，他先後擔任西北军政委员会文化部文物处处长、中国美术家协会常务理事、陕西省美术家协会首任主席、陕西省人大代表、陕西省政协委员、陕西省文化局副局长等职。